# Рентабельность инвестированного капитала
Рентабельность капитала (англ. return on capital, ROC), или рентабельность инвестированного капитала (англ. return on invested capital, ROIC) — финансовый коэффициент, применяемый в финансовом анализе, анализе по оценке рыночной стоимости (англ. valuation) и бухгалтерском учёте компаний. Применяется для оценки прибыльности компании и ее потенциала в создании стоимости по отношению к капиталу, вложенного акционерами и другими держателями долговых обязательств. Показатель отражает эффективность компании в обращении капитала в прибыль.
Коэффициент рассчитывается как отношение операционной прибыли после налогообложения (чистой операционной прибыли после уплаты налогов) к средней балансовой стоимости инвестированного капитала.

## Расчет
Рентабельность капитала рассчитывается следующим образом:
ROIC = NOPAT/Средний объем инвестированного капитала = NOPAT/Собственные + заемные средства,
где NOPAT (от англ. net operating profit after tax) — чистая операционная прибыль после уплаты налогов, а средний объем инвестированного капитала — средняя балансовая стоимость суммы собственных и заемных средств компании.
Существует несколько способов расчета инвестированного капитала компании:
- Суммирование стоимостей собственных (акционерный капитал) и заемных (обязательства) средств компании, отраженных на бухгалтерском балансе:

Инвестированный капитал = Собственные средства + Совокупные обязательства
- Вычет наличных средств и текущих обязательств компании, не требующих выплат в виде процентов (англ. non-interest-bearing current liabilities), включая обязательства по уплате налогов и кредиторская задолженность, по которым нет процентных выплат или иных дополнительных выплат, из стоимости совокупных активов:

Инвестированный капитал = Совокупные активы — (Денежные средства и денежные эквиваленты + Текущие обязательства, не требующие процентных выплат) 
- Расчет чистых операционных активов[англ.]: сложение балансовой стоимостей собственных средств и заемных средств и вычет из них неоперационных активов, включая денежные средства и их эквиваленты, эмиссионные ценные бумаги (ценных бумаг, обращающихся на бирже) и активов по прекращенной деятельности:

Инвестированный капитал = Собственный капитал + Долгосрочные обязательства + Текущие обязательства — Неоперационные активы — Активы по прекращенной деятельности
- Последний способ расчета инвестированного капитала — расчет оборотного капитала путем вычитания текущих обязательств из текущих активов. Затем, производится расчет стоимости неденежного оборотного капитала (англ. non-cash working capital), который рассчитывается путем вычитая наличных денежных средств из стоимости оборотного капитала. На последнем этапе стоимость неденежного оборотного капитала добавляется к основным средствам компании:

Инвестированный капитал = Оборотный капитал — Денежные средства и денежные эквиваленты + Основные средства = (Текущие (оборотные) активы — Текущие обязательства) — Денежные средства и денежные эквиваленты + Основные средства
Отличие ROIC от других наиболее распространенных показателей рентабельности заключается в следующем :
- В отличие от таких показателей рентабельности как ROA, ROE, при расчете которых применяется чистая прибыль компании, ROIC рассчитывается при помощи чистой операционной прибыли после уплаты налогов (NOPAT)[англ.], то есть чистой прибыли компании с учетом расходов по (доходов от) финансовой деятельности после уплаты налогов.
- В то время как во многих финансовых расчетах вместо балансовой стоимости используется рыночная стоимость (например, соотношение заёмного капитала к собственному или средневзвешенная стоимость капитала), ROIC рассчитывается с использованием балансовой стоимости инвестированного (вложенного) капитала[англ.]. Такой расчет позволяет отразить рентабельность компании по отношению к первоначальному капиталу, вложенному в нее для получения прибыли, в отличие от рыночной стоимости, отражающей будущие ожидания на эффективных рынках.
- Знаменатель показателя представлен средней стоимостью инвестированного капитала, а не стоимостью капитала на конец периода. Это связано с тем, что NOPAT представляет собой сумму денежных потоков, а стоимость инвестированного капитала меняется каждый день (например, инвестированный капитал по состоянию на 31 декабря может быть на 30% ниже, чем инвестированный капитал по состоянию на 30 декабря). Поскольку расчет точной средней стоимости является сложной задачей, то в качестве его оценки применяется средняя стоимость инвестированного капитала на начало и конец рассматриваемого периода.

Некоторые специалисты также добавляют к числителю стоимость амортизационных отчислений и списания (например, затраты, связанные с возмещением истощения недр для целей налогообложения в добывающих компаниях). Однако, зачастую такие расходы рассматриваются некоторыми специалистами как «неденежные расходы», которые часто включаются в состав операционных расходов. Подобная практика учета этих затрат (добавление в расчет NOPAT) более точно отражает текущую доходность фирмы за определенный период времени. Однако другие (например, Уоррен Баффет) утверждают, что амортизацию не следует исключать из расчета и рассматривать как реальный отток денежных средств. Когда компания покупает амортизируемый актив, стоимость не сразу отражается в расходах в отчете о прибылях и убытках. Вместо этого он капитализируется в балансе как актив. Со временем расходы на амортизацию в отчете о прибылях и убытках снижают стоимость активов в балансе. В свою очередь, амортизация представляет собой отсроченное списание первоначального оттока денежных средств, в результате которого был приобретен актив, и лишь является методом бухгалтерского учета.

## Взаимосвязь с средневзвешенной стоимостью капитала (WACC)
Поскольку финансовая теория утверждает, что стоимость инвестиций определяется как стоимостью, так и риском ожидаемых денежных потоков для инвестора, то показатель ROIC имеет тесную взаимосвязь с средневзвешенной стоимостью капитала (WACC, англ. weighted average cost of capital).
Стоимость капитала — это норма доходности, ожидаемая инвесторами за риск того, что прогнозируемые денежные потоки будут отличаться (отклоняться) от ожиданий. При этом, полагается, что инвестиции, в результате которых ожидания будущих денежных потоков менее определенны по мере того, чем дальше горизонт времени, требуют постепенного увеличения нормы доходности со стороны рациональных инвесторов в качестве компенсации за более высокую степень риска. В корпоративных финансах WACC выступает общепринятой мерой минимальной ожидаемой средневзвешенной нормы доходности для инвесторов компании с учетом рискованности ее будущих денежных потоков.
Поскольку считается, что рентабельность инвестированного капитала дает оценку способности фирмы генерировать доход на свой капитал, а WACC дает оценку минимального ожидаемого дохода, требуемый поставщиками капитала фирмы, разницу между ROIC и WACC иногда называют «повышенной (избыточной) доходностью» (или сверхдоходностью) фирмы (англ. excess return) или «экономической прибылью» .